# Borysławice
Borysławice [pronunciación en polaco: /bɔrɨswaˈvit͡sɛ/] es un pueblo ubicado en el distrito administrativo de Gmina Błaszki, dentro del condado de Sieradz, Voivodato de Łódź, en el centro de Polonia. Se encuentra a unos 2 kilómetros al norte de Błaszki, 24 kilómetros oeste de Sieradz, y a 73 kilómetros al oeste de la capital regional Łódź.